# Lachapelle (Lot-et-Garonne)
Lachapelle ist eine französische Gemeinde mit 101 Einwohnern (Stand 1. Januar 2022) im Département Lot-et-Garonne in der Region Nouvelle-Aquitaine (vor 2016: Aquitanien).Sie gehört zum Arrondissement Marmande und zum Kanton Les Coteaux de Guyenne.
Der Name der Gemeinde leitet sich vom Namen der früheren Pfarrgemeinde Sancti Petri de Capella ab.
Die Einwohner werden Chapellois und Chapelloises genannt.

## Geographie
Lachapelle liegt zwölf Kilometer nordöstlich von Marmande in der historischen Provinz Agenais am nordwestlichen Rand des Départements.
Umgeben wird Lachapelle von den fünf Nachbargemeinden Cambes im Norden, Peyrière im Osten, Seyches im Südosten, Escassefort im Süden sowie Saint-Avit im Westen.
Lachapelle liegt im Einzugsgebiet des Flusses Garonne.
Die Gupie, einer seiner Nebenflüsse, bildet eine natürliche Grenze zu der südlichen Nachbargemeinde Saint-Avit. Ihre Zuflüsse, der Ruisseau de Pinasseau und der Ruisseau de Boutié mit seinem Nebenfluss Ruisseau de Combeau, bewässern ebenfalls das Gebiet der Gemeinde.

## Geschichte
Im Jahre 1984 wurden archäologische Ausgrabungen im Weiler Saint-Martin südlich des Zentrums der Gemeinde vorgenommen. Ein Friedhof wurde entdeckt, der vom sechsten bis zum frühen 18. Jahrhundert genutzt wurde. 39 Grabstätten sind zutage gebrachte worden, von denen acht auf die Zeit zwischen dem sechsten und siebten Jahrhundert datiert werden. Sie enthielten umfangreiche Beigaben, darunter zahlreiche Kleidungsstücke. Alle Gräber waren nach Osten orientiert und in parallelen Reihen angeordnet.
Im Mittelalter war die Pfarrgemeinde von Lachapelle eine Zweiggemeinde von Seyches.

## Einwohnerentwicklung
Nach Beginn der Aufzeichnungen stieg die Einwohnerzahl bis zur Mitte des 19. Jahrhunderts auf einen Höchststand von rund 355.
| Jahr                       | 1962 | 1968 | 1975 | 1982 | 1990 | 1999 | 2006 | 2014 | 2022 |
| -------------------------- | ---- | ---- | ---- | ---- | ---- | ---- | ---- | ---- | ---- |
| Einwohner                  | 132  | 108  | 104  | 91   | 89   | 92   | 99   | 77   | 101  |
| Quellen: Cassini und INSEE |      |      |      |      |      |      |      |      |      |

## Sehenswürdigkeiten

### Pfarrkirche Saint-Roch
Die ursprüngliche Kirche litt unter zahlreichen Plünderungen. Das heutige Gotteshaus ist ein Neubau aus dem 18. Jahrhundert. Der Glockenturm wurde im Jahre 1873 errichtet. Seine Besonderheit ist seine polygonale Turmspitze.

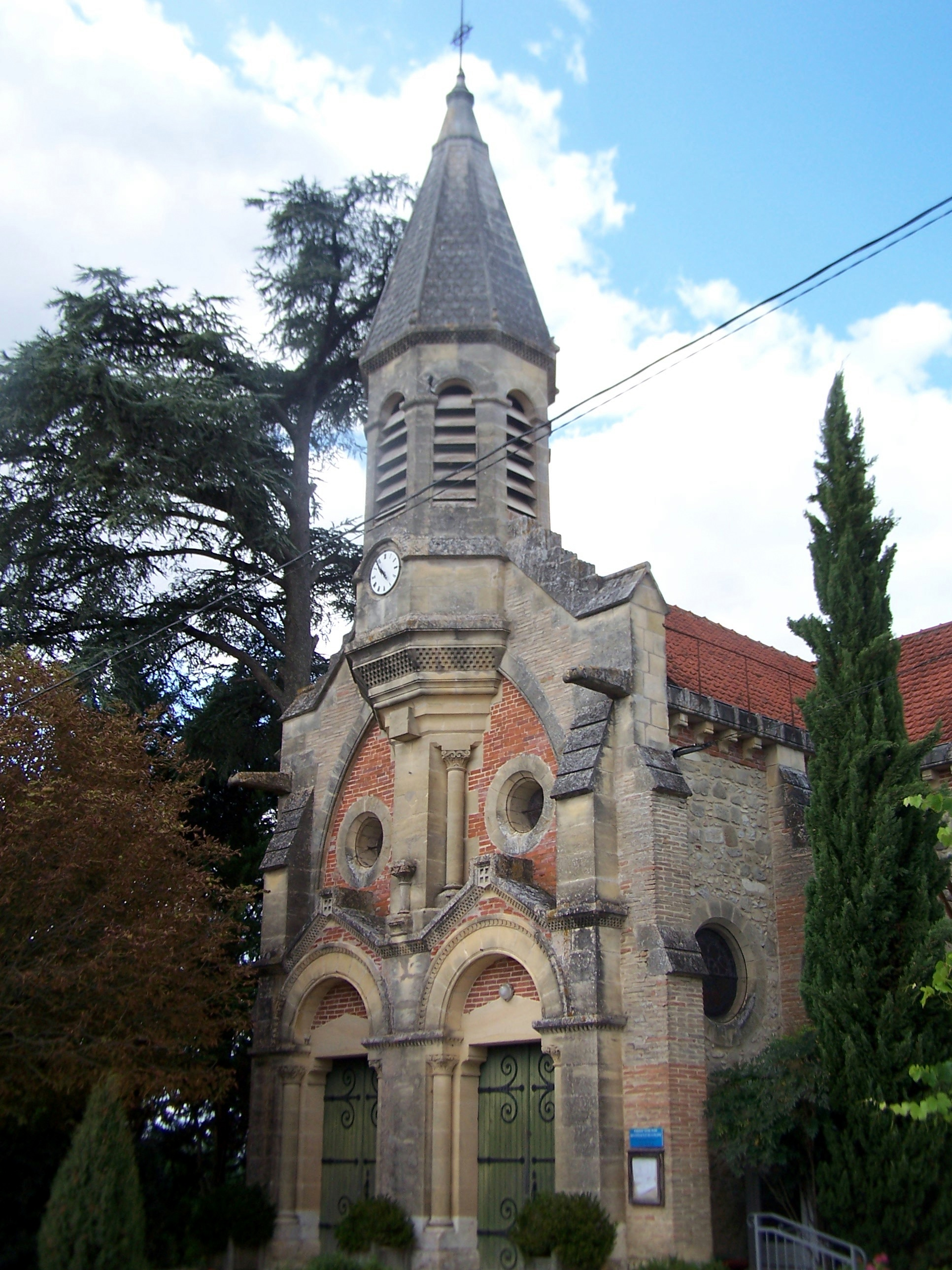
Kirche Saint-Roch
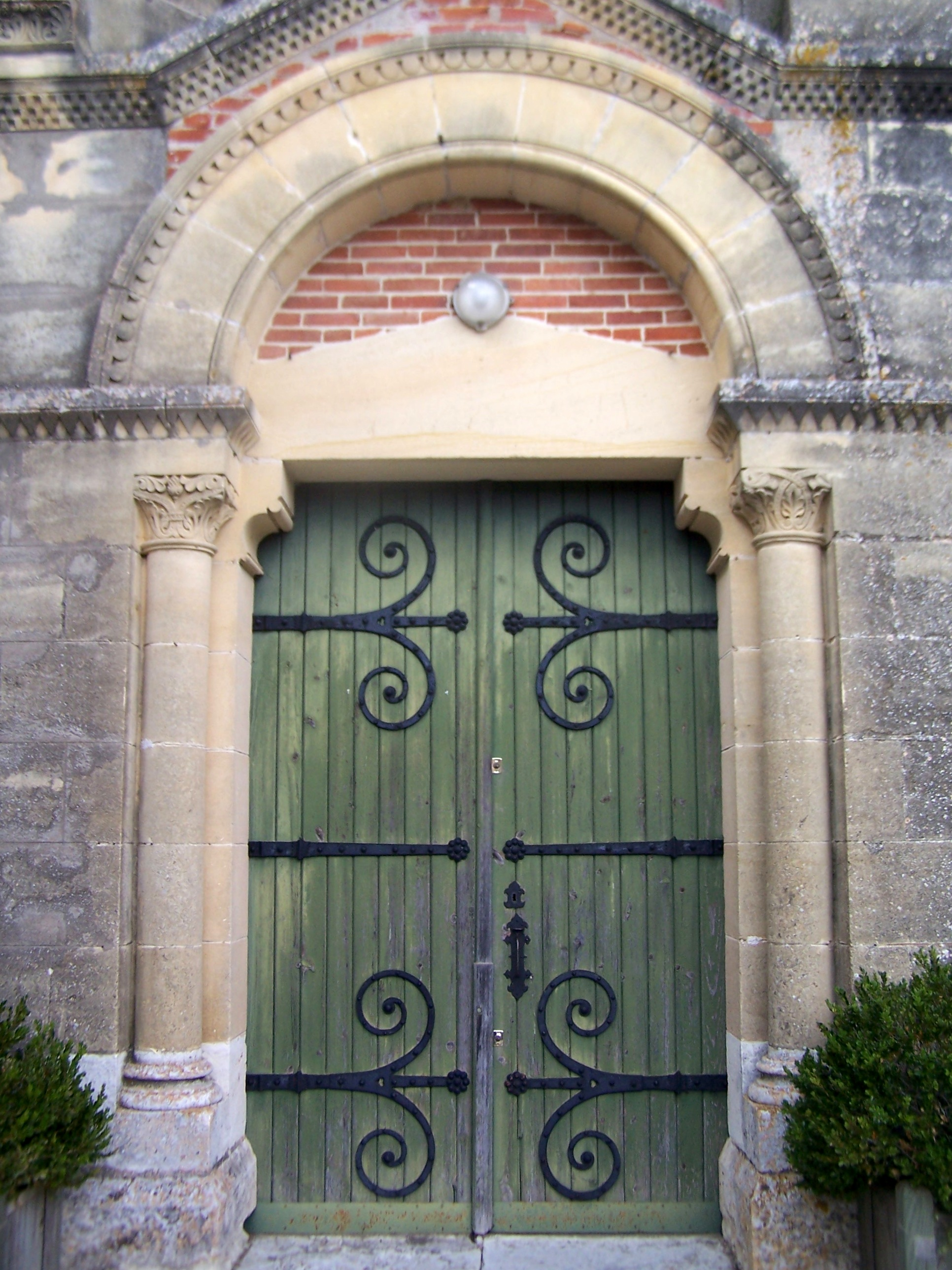
Eines der beiden Eingänge der Kirche
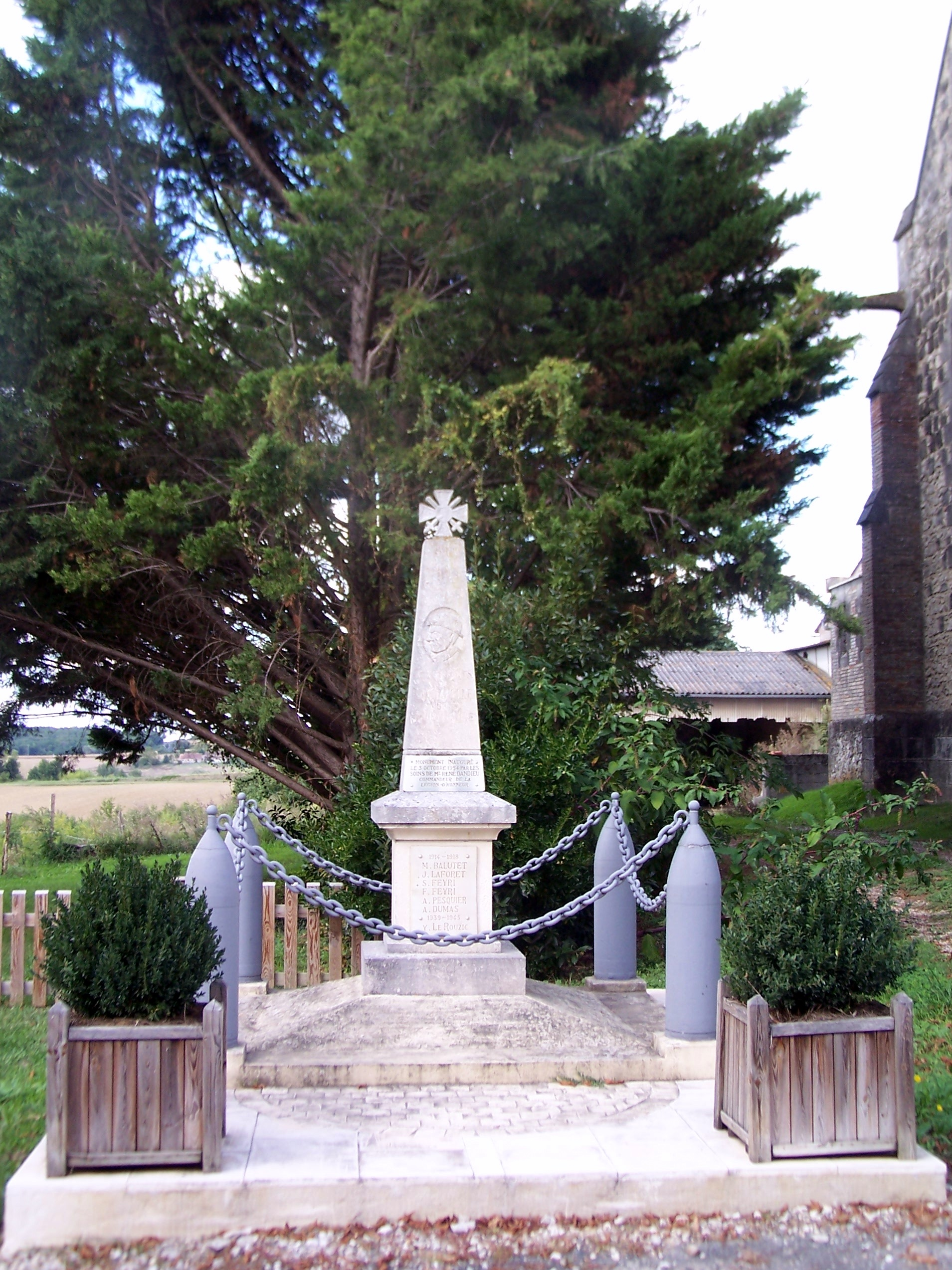
Gefallenendenkmal

## Wirtschaft und Infrastruktur
Lachapelle liegt in den Zone AOC der Weine des Anbaugebiets Côtes du Marmandais.

### Verkehr
Lachapelle ist erreichbar über die Route départementale 228 und über Nebenstraßen, die von den Routes départementales 132 und 297 abzweigen.

## Belege
1. 1 2 3 4  Lachapelle. Conseil régional d’Aquitaine, archiviert vom Original am 9. September 2016; abgerufen am 13. März 2019 (französisch).
2. ↑  Lot-et-Garonne. habitants.fr, abgerufen am 13. März 2019 (französisch).
3. ↑  Ma commune : Lachapelle. Système d’Information sur l’Eau du Bassin Adour Garonne, abgerufen am 13. März 2019 (französisch).
4. ↑  Institut national de l’origine et de la qualité : Rechercher un produit. Institut national de l’origine et de la qualité, abgerufen am 13. März 2019 (französisch).